# بوم‌سازگان شمالی
بوم‌سازگان شمالی (به انگلیسی: Boreal ecosystem)، یک بوم‌سازگان با آب و هوای زیرشمالگانی است که در نیم‌کره شمالی، تقریباً بین ۵۰ تا ۷۰ درجه عرض شمالی واقع شده‌است. این بوم‌سازگان معمولاً به نام تایگا شناخته می‌شوند و در بخش‌هایی از آمریکای شمالی، اروپا و آسیا قرار دارند. بوم‌سازگان‌هایی که بلافاصله در جنوب نواحی شمالی قرار دارند، اغلب همی‌بوریال نامیده می‌شوند.

## جستارهای بیشتر
- تایگا
- آب و هوای زیرشمالگانی که به آن «اقلیم شمالی» نیز می‌گویند.
- جنگل شمالی کانادا